# Håkan Lindqvist (arkitekt)

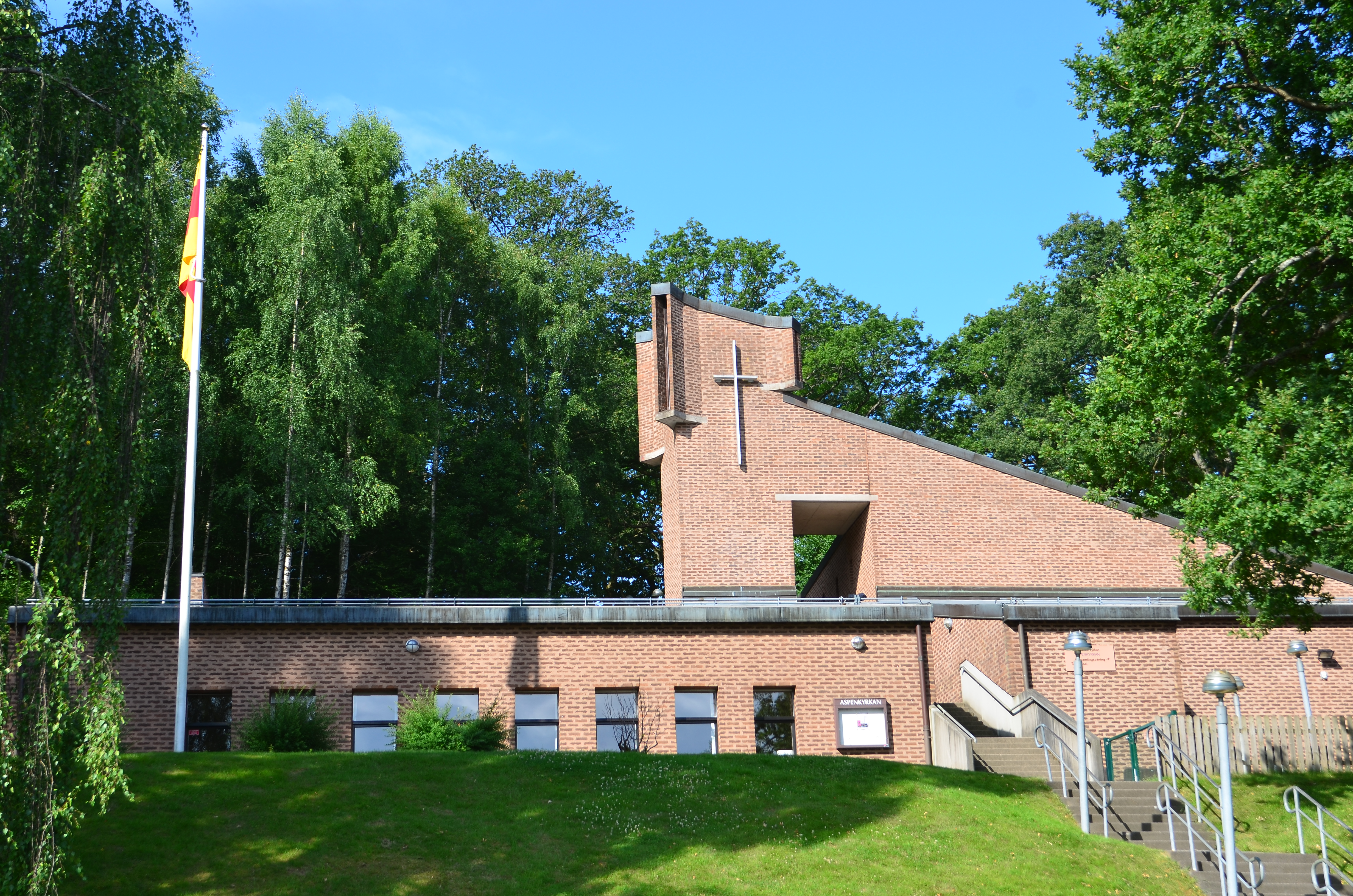
Aspenkyrkan i Lerum.

Jan Håkan Lindqvist, född 27 februari 1929 i Göteborg, död 11 juli 2017, var en svensk arkitekt.
Lindqvist, som var son till uppbördsinspektör Eric Lindqvist och Edit Björklund, avlade studentexamen 1948 och utexaminerades från Chalmers tekniska högskola 1957. Han anställdes hos professor Melchior Wernstedt i Göteborg samma år, hos arkitekterna Jaan Allpere och Claes Mellin i Stockholm 1960 och bedrev egen arkitektverksamhet i Göteborg från 1961. Han har ritat bland annat Aspenkyrkan i Lerum (1971–1972).